# Gloydius strauchi
Gloydius strauchi är en ormart som beskrevs av Bedriaga 1912. Gloydius strauchi ingår i släktet Gloydius och familjen huggormar. Inga underarter finns listade i Catalogue of Life.
Arten förekommer i Kina i provinserna Xizang (Tibet), Qinghai, Ningxia och Shaanxi. Honor lägger inga ägg utan föder levande ungar.